# Sitel (Macedonia del Norte)
Sitel es un canal de televisión privado de Macedonia del Norte. Se trata de un canal generalista que emite informativos, programas de entretenimiento, deportes, documentales, series y programas culturales. 

## Historia
El canal inició emisiones el 17 de septiembre de 1994, siendo el segundo canal de televisión de Macedonia del Norte, contando con una plantilla de 150 empleados, entre periodistas, reporteros, personal técnico, además de corresponsales para sus boletines informativos, emitidos a las 19:00.
El canal era el segundo canal más visto en el país, siendo superado por A1 hasta su posterior cierre en 2011. Desde entonces, Sitel es el canal con más audiencia, superando a MRT1.
A principios de 2007, el canal empezó a emitir vía satélite. 
El 1 de julio de 2008, Sitel lanzó Sitel 3, y el 20 de junio de 2013, su tercer canal, Sitel 2, que era regional y solo podía recibirse en las zonas de Kratovo, Kumanovo y Kriva Palanka. Sin embargo, ambos canales se encuentran inactivos.

## Programación
- Ја сакам Македонија[4]
- Качамак
- Се или нешто
- Мерак меана
- Брза кујна
- Листа за 300
- Шоу Магазин
- Детектор
- Македонски стари приказни
- Балкан бенд
- Од денес за утре
- Операција дијамант
- Ветар низ тополите
- Среќа во вреќа
- Азиланти
- Неверство во зимска ноќ